# Jan Van den Bosch (acteur)
Jan Van den Bosch (Duffel, 1 mei 1984) is een Belgisch acteur.

## Levensloop
Van den Bosch studeerde Woordkunst-drama aan de!Kunsthumaniora van Antwerpen. Vervolgens studeerde hij dramatische kunst aan het Rits in Brussel. Tijdens zijn studies speelde hij mee in een aantal producties van Abattoir Fermé, toen nog amateurtoneelgezelschap. Ook stond hij als student al mee op de planken in meerdere producties van onder andere het Kaaitheater en de Koninklijke Vlaamse Schouwburg en speelde hij talrijke gastrollen in televisieseries.
Na zijn masterdiploma te hebben behaald in 2007 speelde hij in Figurentheater De Maan in Mechelen en in een aantal kleinere producties. Verder was hij te zien in Click-ID op Ketnet waar hij twee seizoenen lang Bas (Sebastien) Verdonck speelde en dook hij kort op in Wolven, Danni Lowinski en Familie. Ook is hij te zien aan de zijde van Vic Adams in Salamander. Van 2013 tot 2025 heeft hij een hoofdrol in vtm-soap Familie als Zjef.

## Televisie

### Hoofdrollen
- Click-ID (2009-2010) - als Sebastien 'Bas' Verdonck
- Familie (2013-2025) - als Zjef De Mulder

### Gastrollen
- Spoed (2002) - als Lucas
- W817 (2002) - als Hans Littanie
- W817 (2003) - als scheidsrechter
- Flikken (2004) - als Tim Hendrickx
- Thuis (2004) - als student
- En daarmee basta! (2005, 2006) - als Janssen
- Kinderen van Dewindt (2005) - als verzekeringsagent
- En daarmee basta! (2007) - als Maarten
- Familie (2011) - als Ruben
- Aspe (2013) - als lijfwacht
- Salamander (2013) - als assistent van Vic Adams
- Wolven (2013) - als traiteur
- Danni Lowinski (2013) - als Lars Vandertaelen
- Binnenstebuiten (2013) - als Arno Willems
- Connie & Clyde (2013) - als Manou
- Campus 12 (2020) - als vader van Violet

Verder werkt Jan Van den Bosch regelmatig mee aan kortfilms van studenten aan diverse scholen.

## Theater
- De revue van de verloren utopieën  (2002) - Kaaitheater
- Het moment waarop wij niets van elkaar wisten  (2003/2004) - Kaaitheater
- De bossen van Noorwegen (2003/2004) - Rits
- De fabelachtige reis van oom ernst (2006/2007) - Rits
- E.I  (2006) - Nieuwpoorttheater
- De Commanche  (2007) - Rits
- Als, Dan (2007/2008) - Koninklijke Vlaamse Schouwburg
- Spiegelschrift (2009/2010)
- De gelaarsde kat  (2010 t/m 2013) - Figurentheater De Maan